# 大塔村立三川第二小学校
大塔村立三川第二小学校（おおとうそんりつ みかわだいにしょうがっこう）は、和歌山県西牟婁郡大塔村（現 田辺市）にあった公立小学校である。

## 沿革
- 1887年 - 五味集落内の竹本安藏氏周辺の旧神社付近、字高木原に寺子屋を開設する[1][2]。
- 1888年6月 - 五味集落内の字井ノ木に移転し簡易小学校が開設される[2][3]。
- 1889年 - 大水害の被害を受け住民の困窮が甚だしく、閉校となる[2][3]。
- 1902年 - 五味、原、東伏菟野、長瀬の4区域を学区とする五味尋常小学校が設立される。仮代用教員によって授業が行われていた。当時、1・2年生は庵の谷にある庵寺で初代校長の小林氏に教わり、3年生以上は串集落の福得庵に通った[3]。
- 1905年 - 三川第二小学校と改称する。学童の増加と校舎の不備により、校舎の新築にとりかかる[3]。
- 1906年 - 新校舎落成[2]。
- 1908年4月 - 開校式が挙行される。同年、義務教育６カ年に延長し、地理・歴史・理科の三科目が加わる[3]。
- 1914年12月 - 農業補習学校が付設される[1][2][3]。
- 1915年 - 児童数55名。男性教員1名。裁縫科専科代用女性教員1名を数える[3]。
- 1916年9月 - 裁縫教室と便所の改築を行う[1]。
- 1917年 - 三川村立第二農業補習学校を併設する[2][3]。
- 1918年 - 校舎が雨漏りで普及し総費用36円の改修を行う。同年児童の大半が麻疹にかかり5日間の休校措置をとる[3]。
- 1920年 - 自主学習の習慣化のため自動文庫を設置する。本の購入費用として3年生以上の児童に毎月２銭を集金し、毎月日本少年少女世界を購読していた。この年、児童数54名を数える[3]。
- 1923年 - 関東大震災の義援金7円を職員児童で送付する。同年、当時の松本校長が4～6年生10名を引き連れ瀬戸鉛山（現在の白浜町湯崎）へ4日間の修学旅行を行う[3]。
- 1926年3月12～15日 - 修学旅行が4日間の行程で行われる。三川第二小学校6名と豊原小学校10名で合同で行われる。参加者には一人につき1円の旅費補助が行われた[3]。
  - 3月12日 - 出発。熊野林業学校を見学後田辺の宿に泊まる。
  - 3月13日 - 女学校、裁判所、中学校、盲唖学校を見学後、瀬戸鉛山村温泉（現在の南紀白浜温泉）に入浴する。
  - 3月14日 - 高山寺、鉄工場、製氷会社、温室を見学。
  - 3月15日 - 新報社を見学後帰校。
- 1931年 - 児童数84名[3]。
- 1932年 - 学校給食が開始される[3]。
- 1933年 - 補習青訓授業が開始される[3]。
- 1934年 - 運動場の工事が始まる。この年より1学級増え、児童数は63名となる[3]。
  - 改築のため冬季休業を取りやめ2月14～28日まで休暇認可申請を行っていたが、大工の都合によりこの休業期間は延期され3月中旬となる。
  - 3月1日 - 校舎改築の棟上式が行われる。
  - 4月17日 - 高等科設置につき新校舎へ移転。開校式典を挙行する。
  - 5月 - はしかが流行し休校する。
  - 6月 - 青年学校夜間授業が開始される。
  - 6月8～16日 - 農繁期のため託児所を開設し2～7歳の幼児18名の託児所となる。
  - 11月19日 - 新校舎落成式が行われる。
- 1937年2月28日 - 運動場拡張工事が完了し、53.22坪となる[3]。
- 1941年 -  三川第二国民学校と改称する[2]。
  - 2月23日 - 校庭に炭窯を築造する[3]。
  - 7月28日 - 相撲場が建築される[3]。
- 1943年 - 三川第二青年学校を閉鎖し合川に三川青年学校が開校する[3]。
- 1945年 - 運動場を開墾する[3]。
- 1946年12月21日 - 昭和南海地震により校庭にひびが入る[3]。
- 1947年 - 三川第二小学校と改称[2]。高等科を廃止[3]。
- 1948年 - PTA三川第二小学校育友結成発表会が行われる。父兄によってボール逃排用の垣が設置される[3]。
  - 12月18日 - 連合国軍放出物資により第1回学校給食が行われる[3]。
- 1951年5月27日- 給食炊事室が竣工される[3]。
- 1955年 - 青年学級開設。PTAによりストーブが設置される。薪は各家庭より寄付されていた[3]。
- 1961年 - 新校舎完成[2]。
- 1969年 - 児童数減少に伴い三川第一小学校へ統合される[2]。
- 1996年 - 三川第二小学校同窓会により閉校記念碑が立てられる[2]。

## 閉校後の利用

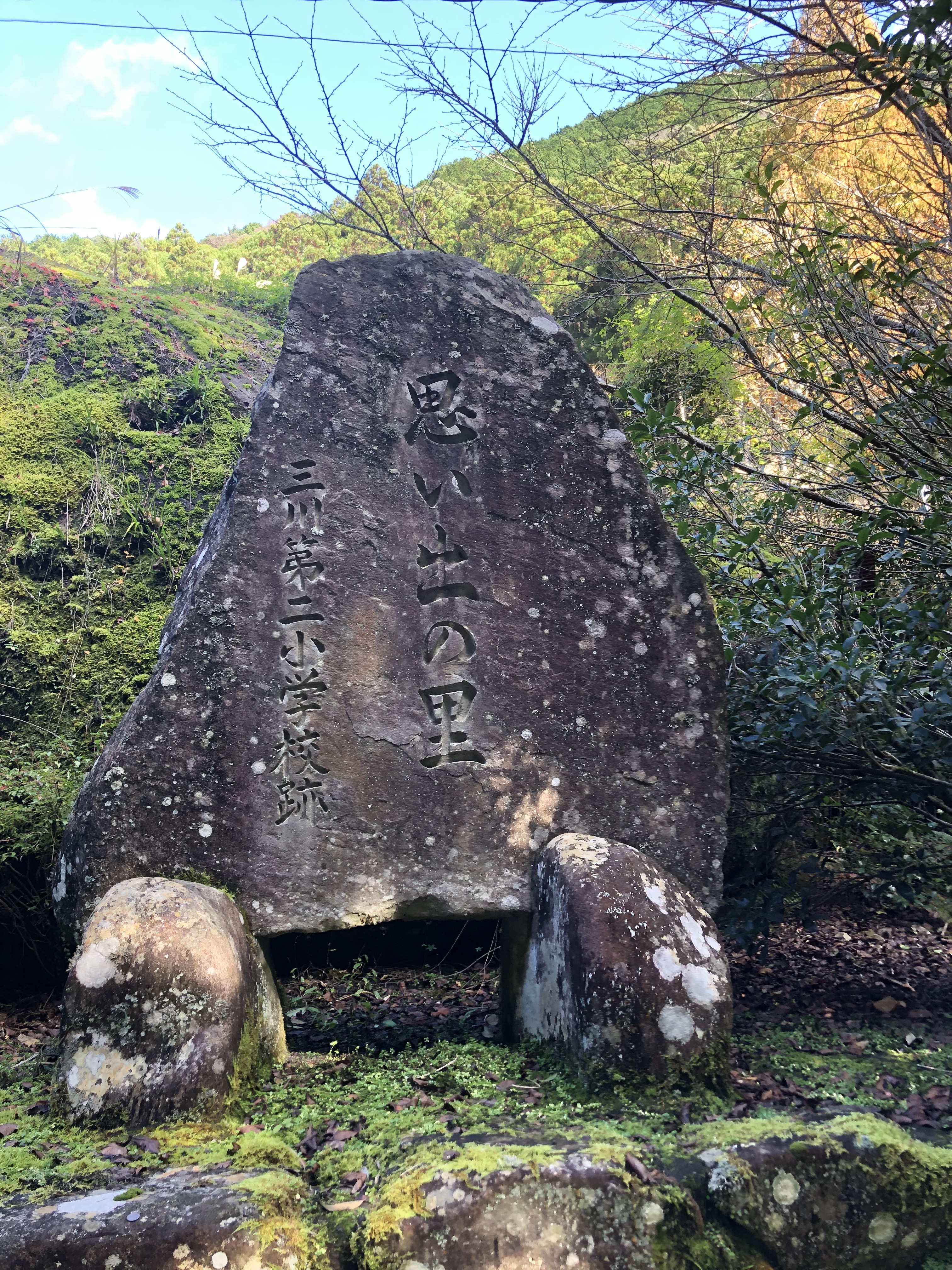
校舎前に立つ閉校記念碑

現在、学校跡及び校舎は福祉施設である「あすなろグループホーム」の施設として利用されている。
また、校舎手前に閉校記念碑「思い出の里」が立ち、略史が刻まれている。